# Moña (ropa)

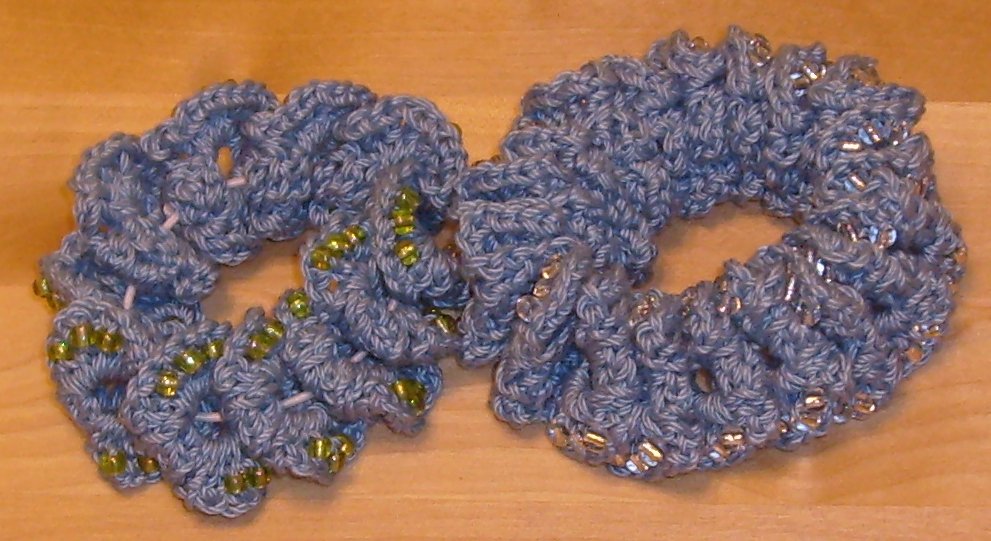
Moñas hechas de cuentas.

Una moña es un lazo de cabello cubierta de tela que se usa para sujetar tipos de cabellos medianos a largos. Los estilos grandes, elaborados y las formas diminutas y sencillas están disponibles en diferentes colores, telas y diseños. Si bien las moñas se usan más comúnmente en el cabello, también se pueden usar alrededor de la muñeca o el tobillo como accesorio para realzar un atuendo.
La moña fue inventada por Philips E. Meyers en 1963, pero no fue patentado hasta 1987 por Rommy Revson, quien nombró el accesorio decorativo para el cabello como Scunci por su mascota caniche. El nombre de la moña en inglés: Scrunchie fue una evolución natural, porque la tela se arrugaba. Después de patentar la moña, Revson pasó la mayor parte de su tiempo en disputas legales, tanto con fabricantes como con sus propios abogados.
Las moñas fueron populares en las décadas 1980 y 1990, incluidas las versiones más grandes y más elaboradas. Las moñas recuperaron popularidad a mediados de la década del 2010. Debbie Gibson en particular las usaba; Madonna usaba una gran gorra de terciopelo en Desesperadamente Buscando a Susan. Un episodio de Sexo en Nueva York se burló de la moda.